# Паунка Тодорова
Паунка Тодорова е българска шахматистка, майстор на спорта от 1965 г.
Завършва българска филология в Софийския университет.
Подготвя се под ръководството на Георги Даскалов.
Тодорова е двукратна шампионка на България по шахмат (1955 и 1964 г.). От републиканските първенства печели още 5 сребърни и 5 бронзови медала.
Участва на шахматната олимпиада през 1963 г., където заедно с Венка Асенова и Антония Иванова постига 5 място. Изиграва 4 партии (1 победа, 1 равенство и 2 загуби).
През 1958 г. на международния турнир в Бела църква (Югославия) заема 3 място.
Прекратява състезателната си кариера през 1978 г.

## Участия на шахматни олимпиади
| Година | Организатор | Отбор    | Класиране (отборно) | Дъска   |
| 1963   | Сплит       | България | 5                   | Резерва |